# 狩野蒼穹
狩野 蒼穹（かのう そうきゅう、1月28日 - ）は、日本の漫画家。埼玉県川越市出身。成人向け漫画を中心に執筆している。

## 作風
- 近親相姦、特に「姉×弟」モノの作品を多く輩出している。また、女の子の足や靴下、髪の毛といった（やや臭い）「匂い」に拘った表現を多用し、姉弟の親密さを表す事に優れている。また、性描写の中にアナルセックスを取り入れる頻度が高いのも特徴である。
- 秋葉凪人の昔からのファンで影響を受けている[4]。

## 作品リスト
1. 『恋するガクセイ』 （2002年10月発売、FOX出版〈FOX COMICS〉、ISBN 4-925148-43-5）
2. 『お姉ちゃんがいっしょ』 （2004年9月4日発売[5]、コアマガジン〈ホットミルクコミックス179〉、ISBN 4-87734-755-0）
3. 『シスブラ』 （2006年8月10日発売[5]、コアマガジン〈ホットミルクコミックス219〉、ISBN 4-87734-943-X）
4. 『弟になんか感じない』 （2007年2月24日発売[6]、オークス〈XOコミックス〉、ISBN 978-4-86105-415-0）
5. 『あねSWEET』 （2007年8月21日発売[6][7]、松文館〈別冊エースファイブコミックス〉、ISBN 978-4-7901-1984-5）
6. 『姉るせっくす』 （2008年2月28日発売[8]、富士美出版〈富士美コミックス〉、ISBN 978-4-89421-784-3）
7. 『ぼくだって姉とSEXしてみたい!』 （2010年4月10日発売[9]、久保書店〈ワールドコミックススペシャル〉、ISBN 978-4-7659-3451-0）
8. 『あねのねいろ -姉弟恋愛-』 （2011年4月10日発売[10]、久保書店〈ワールドコミックススペシャル〉、ISBN 978-4-7659-3478-7）
9. 『SEXしようよ!お姉ちゃん』 （2012年1月24日発売[11]、サン出版〈ウォー!コミックス〉、ISBN 978-4-86444-613-6）
10. 『お姉ちゃんはぼくにだけ淫乱』 （2013年8月10日発売[12]、久保書店〈ワールドコミックスMAX〉、ISBN 978-4-7659-2553-2）
11. 『幼姉は雌臭い』 （2013年11月12日発売[13]、マガジン・マガジン〈ウォー!コミックス〉、ISBN 978-4-89644-433-9）